# Tygodnik kulturalny
 Tygodnik kulturalny – publicystyczno-kulturalny program telewizyjny nadawany przez TVP Kultura od 6 maja 2005 do 13 marca 2020 i ponownie od 3 stycznia 2025.
Program podsumowuje tygodniowe wydarzenia kulturalne i artystyczne. Od 6 maja 2005 do 8 września 2017 prowadzącym, a zarazem jednym z krytyków był Michał Chaciński. 500 odcinek Tygodnika Kulturalnego został wyemitowany 7 września 2018 roku. 
Wśród zaproszonych gości, ekspertów w każdej dziedzinie, pojawiali się:
- film – Paweł Mossakowski (Gazeta Wyborcza), Zdzisław Pietrasik (Polityka), Wojciech Kałużyński (Przekrój), Magdalena Sendecka (Kino), Magdalena Michalska (Dziennik Gazeta Prawna), Łukasz Maciejewski, Ola Salwa;
- teatr – Jacek Sieradzki (Dialog), Jacek Wakar (Przekrój), Joanna Derkaczew (Gazeta Wyborcza), Jacek Kopciński, Przemysław Skrzydelski;
- literatura – Justyna Sobolewska (Polityka), Krzysztof Varga (Gazeta Wyborcza), Marcin Sendecki, Jakub Żulczyk, Marek Gumkowski, Karolina Felberg-Sendecka;
- muzyka – Jacek Marczyński (Rzeczpospolita), Grzegorz Brzozowicz, Łukasz Kamiński (Gazeta Wyborcza), Robert Sankowski (Gazeta Wyborcza), Paulina Wilk (Rzeczpospolita), Agnieszka Szydłowska, Marek Horodniczy;
- sztuka – Monika Małkowska (Rzeczpospolita), Bogusław Deptuła (Art&Business), Iwo Zmyślony;
- komiks – Adam Gawęda.

20 sierpnia 2020 poinformowano, że program nie pojawi się w jesiennej ramówce TVP Kultura.
Od 3 stycznia 2025 program ponownie jest emitowany na antenie TVP Kultura. Prowadzącymi są Agnieszka Szydłowska i Jacek Wakar. 